# Agathis australis
Agathis australis (kauri neozelandese) è una delle 21 specie del genere Agathis, endemica della Nuova Zelanda.

## Descrizione
Il kauri neozelandese è un albero di dimensioni imponenti, potendo raggiungere i 50 m di altezza e oltre 10 m di circonferenza (nell'Ottocento furono trovati esemplari con circonferenze oltre i 20 m). Si dice che la quantità complessiva di legno di un albero maturo equivalga a quella delle sequoie californiane.
Il portamento delle piante giovani è conico, ma con la crescita i rami più bassi cadono, dando all'albero maturo un aspetto caratteristico: tronco privo di rami fino a una notevole altezza e chioma tondeggiante. Questo fenomeno potrebbe essere una forma di protezione contro le piante rampicanti o epifite.
La corteccia grigia si squama con piccole scaglie che cadono a terra alla base dell'albero. Sono stati riscontrati cumuli di scaglie alti fino a 2 m.
Le foglie piccole, ovate, a margine intero, opposte, sono lunghe da 3 a 7 cm e larghe circa 1 cm. Presentano nervatura parallelinervia secondo la regola delle Gimnosperme.
Trattandosi di una conifera, i frutti sono coni, che raggiungono la maturità in 18-20 mesi e poi si disgregano, disperdendo i semi alati per mezzo del vento.

## Areale

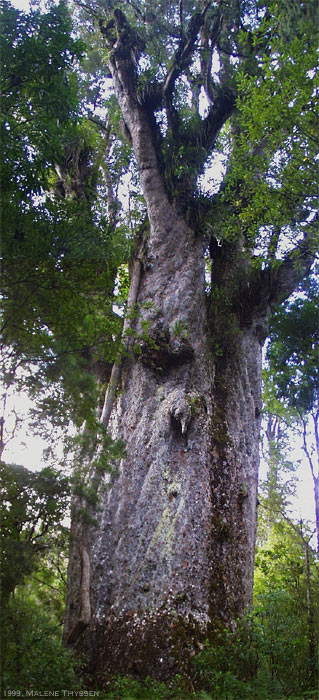
'Te Matua Ngahere', il Re della Foresta, un esemplare di Agathis australis alto 30 m, con un'età di 1500 anni e una circonferenza di quasi 16 m, è considerato il più vecchio albero vivente della Nuova Zelanda

Agathis australis è esclusivo dell'Isola del Nord della Nuova Zelanda, dove un tempo formava estese foreste (la stima è di oltre un milione di ettari). Oggi queste foreste sono ridotte a un'estensione di circa 80000 ettari, esclusivamente a nord del 38º parallelo.
Tra esse si annovera una delle più antiche foreste al mondo, con alberi che superano i 4 metri di diametro e i 1000 anni di età. Nel passato esistevano alberi ancora più maestosi che furono però tagliati per il prezioso legname. Ora il taglio di questi alberi è vietato.

## Kauri antico

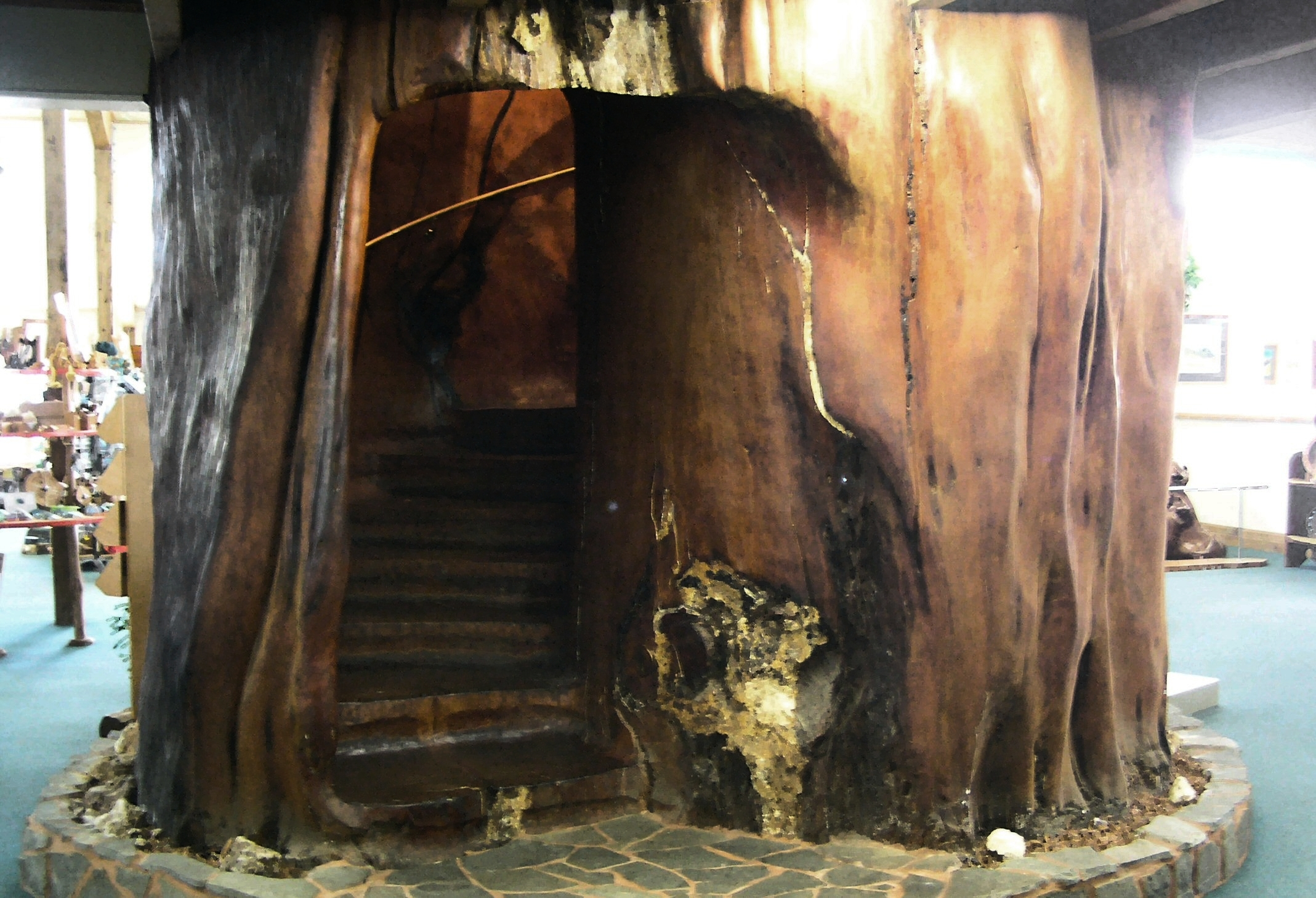
Scale scavate in un tronco fossile di Kauri (Ancient Kauri Museum)

Straordinari i ritrovamenti di Kauri fossili, preservati nel fango della Nuova Zelanda per migliaia di anni. Si sono trovati alberi dal legno integro, attribuiti, grazie alla datazione al radiocarbonio, a oltre 45000 anni fa.
Questo legno viene tuttora lavorato ed è considerato uno dei legni più preziosi esistenti, sotto il nome di Kauri antico. Il Kauri antico è l'unico legno di Kauri ancora commerciabile ed è di conseguenza il più antico legno al mondo ad essere tuttora lavorato.
Il più grande tronco finora trovato è un esemplare di 35 metri di lunghezza, di oltre 15 metri di circonferenza e del peso di 170 tonnellate.